# Application Roll-over Facility
Pour les articles homonymes, voir ARF.
ARF (Application Roll-over Facility) est un logiciel de haute disponibilité, fonctionnant sous AIX sur les machines Bull Escala ou Linux sur les serveurs Bull Novascale. Cette technique de clustering est développée et maintenue par Bull.
ARF est conçu pour déplacer facilement une application et son environnement d'un système à un autre système à des fins de maintenance, ou en réponse à une défaillance matérielle ou de surcharge du système. ARF est conçu pour détecter les défaillances du système, de le notifier à l'administrateur système, qui peut alors vérifier la situation et gérer le basculement vers un nœud de récupération.
ARF Watch est une interface graphique Web affichant l'état et la configuration d'un cluster ARF.
ARF est basé sur la configuration classique de haute disponibilité en utilisant au moins deux nœuds et un stockage partagé sur le disque.
Une redondance de réseau Ethernet n'est pas gérée par ARF, mais peut être fournis par EtherChannel.
La configuration peut inclure deux réseaux TCP/IP. Dans les clusters AIX avec SAN et switches Fibre Channel, l'IP sur Fibre Channel peut être utilisé pour la ligne de vie entre les nœuds (heartbeat).